# Maulan
Maulan [molɑ̃] ist eine französische Gemeinde mit 107 Einwohnern (Stand: 1. Januar 2022) im Département Meuse in der Region Grand Est (bis 2015 Lothringen). Sie gehört zum Arrondissement Bar-le-Duc, zum Kanton Ancerville und zum 2016 gegründeten Gemeindeverband Portes de Meuse.

## Geografie
Maulan liegt etwa 14 Kilometer südsüdöstlich von Bar-le-Duc. Umgeben wird Maulan von den Nachbargemeinden Nant-le-Grand im Westen und Norden, Ligny-en-Barrois im Osten, Fouchères-aux-Bois im Süden sowie Nant-le-Petit im Südwesten.
Durch die Gemeinde führt die Route nationale 4. 

## Bevölkerungsentwicklung
| Jahr                       | 1962 | 1968 | 1975 | 1982 | 1990 | 1999 | 2004 | 2009 | 2019 |
| Einwohner                  | 95   | 80   | 83   | 99   | 97   | 86   | 109  | 99   | 111  |
| Quellen: Cassini und INSEE |      |      |      |      |      |      |      |      |      |

## Sehenswürdigkeiten

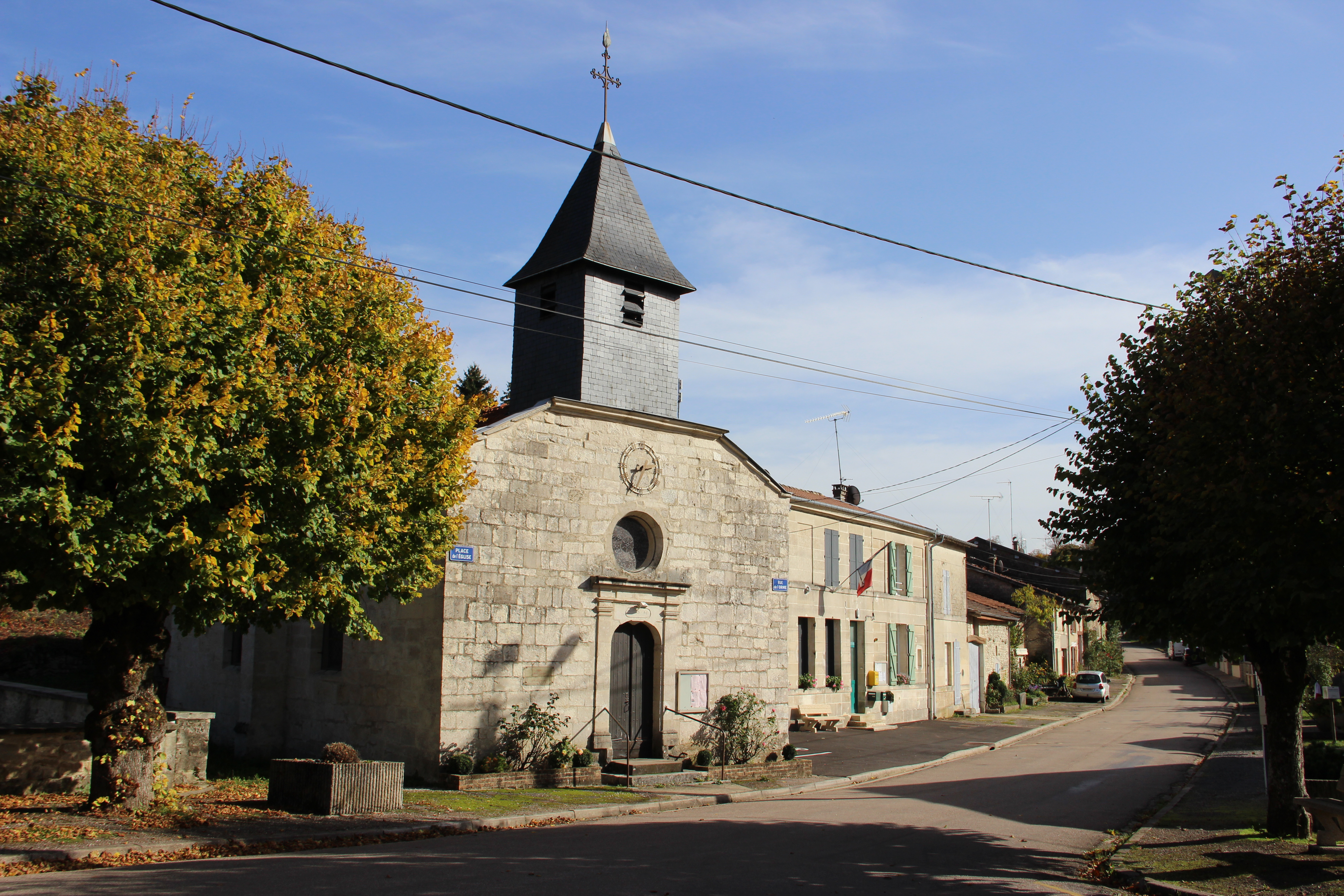
Kirche Saint-Georges

- Kirche Saint-Georges